# Double or Nothing 2020
Double or Nothing 2020 è stato un evento in pay-per-view di wrestling prodotto dalla All Elite Wrestling, svoltosi il 23 maggio 2020 al TIAA Bank Field e al Daily's Place di Jacksonville (Florida).
L'evento si sarebbe dovuto svolgere alla MGM Grand Garden Arena di Paradise (Nevada), ma, in seguito alla pandemia di COVID-19 che ha colpito tutto il mondo, è stato spostato a porte chiuse nel complesso appartenente alla squadra di football americano dei Jacksonville Jaguars.

## Storyline
Inizialmente previsto alla MGM Grand Garden Arena, l'evento è stato spostato a causa delle misure restrittive dovute alla pandemia di COVID-19. Come forma di risarcimento per i fan, la AEW ha garantito la validità dei biglietti acquistati anche per l'edizione del 2021.
Il 30 marzo 2020, la AEW introduce un nuovo titiolo, il TNT Championship, che verrà conteso in un torneo che vedrà come finalisti Cody e Lance Archer.
Altro titolo in palio è l' AEW World Championship fra il campione Jon Moxley e lo sfidante, leader del Dark Order, Brodie Lee, che ha apertamente sfidato Moxley e ha persino trafugato la cintura.
Per decretare che sfiderà il campione massimo è stato annunciato un Casino Ladder Match fra nove wrestler, dove per vincere bisognerà prendere una chip da poker appesa sopra il ring. I partecipanti erano Kip Sabian, Scorpio Sky, Joey Janela (che prende il posto di un infortunato Rey Fenix), Frankie Kazarian, Luchasaurus, Colt Cabana, Darby Allin e Orange Cassidy più un nono partecipante a sorpresa rivelatosi essere Brian Cage.
Il titolo femminile sarà in palio in un No DQ Match fra la campionessa Nyla Rose e Hikaru Shida.
Altro match femminile è fra Penelope Ford e Kris Statlander. Originariamente sarebbe dovuta essere Britt Baker ad affrontare la Statlander, ma a causa di un infortunio subito a Dynamite il 20 maggio è stata sostituita dalla Ford.
Altro match di cartello è lo stadium stampede match fra l'Inner Circle (Chris Jericho, Santana, Ortiz, Jake Hager, Sammy Guevara) e il team di Matt Hardy, Kenny Omega, Adam Page e gli Young Bucks, che si svolgerà al TIAA Bank Field, stadio vicino al Daily's Place di Jacksonville.

## Risultati
| #     | Incontro | Stipulazione                                               | Durata |
| ----- | --- | ---------------------------------------------------------- | ------ |
| BuyIn | Chuck Taylor e Trent hanno sconfitto Isiah Cassidy e Marq Quen                                                                         | Tag team match                                             | 15:10  |
| 1     | Brian Cage ha sconfitto Colt Cabana, Darby Allin, Kip Sabian, Orange Cassidy, Frankie Kazarian, Joey Janela, Luchasaurus e Scorpio Sky | Ladder match                                               | 28:30  |
| 2     | MJF (con Wardlow) ha sconfitto Jungle Boy                                                                                              | Single match                                               | 17:20  |
| 3     | Cody (con Arn Anderson) ha sconfitto Lance Archer (con Jake Roberts)                                                                   | Single match per l'AEW TNT Championship                    | 22:00  |
| 4     | Kris Statlander ha sconfitto Penelope Ford (con Kip Sabian)                                                                            | Single match                                               | 5:30   |
| 5     | Dustin Rhodes (con Brandi Rhodes) ha sconfitto Shawn Spears                                                                            | Single match                                               | 3:20   |
| 6     | Hikaru Shida ha sconfitto Nyla Rose (c)                                                                                                | No holds barred match per l'AEW Women's World Championship | 16:40  |
| 7     | Jon Moxley (c) ha sconfitto Brodie Lee per KO tecnico                                                                                  | Single match per l'AEW World Championship                  | 15:30  |
| 8     | Adam Page, Kenny Omega, Matt Hardy, The Young Bucks hanno sconfitto The Inner Circle                                                   | Stadium stampede match                                     | 35:00  |